# Діжон (футбольний клуб)
«Діжон» (фр. Dijon) — професійний французький футбольний клуб з однойменного міста. Виступає у Лізі 1. Домашні матчі проводить на стадіоні «Гастон Жерар», який вміщує 15,995 глядачів.

## Історія
Історія футболу в Діжоні бере свій початок у 1903 році, коли у місті було організовано футбольний гурток «Діжон». У 1913 році була відкрита клубна футбольна секція. Під час Другої Світової війни гурток отримав статус спортивного клуба та об'єднався з футбольним клубом «Діжон». Новий клуб отримав назву «Серкль Діжон» і увійшов до новоствореної Бургундської регіональної ліги у 1945 році, вигравши її вперше у 1960-му. Найвищим досягненням клубу до кінця ХХ століття став вихід до Другого дивізіону у 1987 році. У той же час до другого дивізіону пробився другий місцевий клуб «Діжон».
У 1998-му два найсильніші клуби міста «Діжон» та «Серкль Діжон» об'єдналися щоб створити більш конкурентноспроможну команду. Новий клуб отримав назву «Dijon Football Côte-d'Or» (DFCO). Новостворена команда у першому ж сезоні мала змогу виграти в Аматорській лізі Франції, проте втратив цю можливість у останньому матчі сезону. У наступному сезоні «Діжон» завоював підвищення у класі перегравши футбольний клуб «Кале» знову ж таки у  останньому матчі сезону.
У 2004 році «Діжон» дійшов до півфіналу Кубка Франції, де поступився футбольному клубу «Шатору», перемігши в ході турніру «Сент-Етьєн», «Реймс», «Ланс» та «Ам'єн». У тому ж році діжонці пробилися до Ліги 2. Перший же сезон виступів у другому дивізіоні команда завершила на четвертому місці. Другий — на п'ятому. Метою клубу стало потрапляння до Ліги 1.
У Лізі 1 вперше в історії «Діжон» грав у сезоні 2011-12. 7 серпня 2011-го бургундський клуб зіграв свій перший матч на найвищому національному рівні проти «Ренна». Зустріч заверштлась для діжонців нищівною поразкою 1-5. Пропустивши 63 гри у 38 іграх оборона діжонців стала найгіршою в сезоні. Після вильоту у нижчий дивізіон 
президент клубу Бернар Жнеккі подав у відставку. Головний тренер Патріс Картерон також покинув клуб.
Новим президентом клубу став Олів'є Делькур, а головним тренером — Олів'є Далль'Оліо. Перший сезон під його керівництвом після повернення до Ліги 2 «Діжон» завершив на 7-му місці. За підсумками сезону 2015-16 команда зайняла 2-ге місце і вдруге в своїй історії пробилася до вищого дивізіону Франції.